# Side Man
Side Man est une pièce de théâtre de Warren Leight créée en 1998 à l'East 13th Street Theater de New York (Off-Broadway).

## Argument
Inspiré de l'expérience de sideman du père de l'auteur, la pièce suit Clifford Glimmer, fils de Gene, un trompettiste de jazz égocentrique, et de Terry, une femme alcoolique.

## Distinctions
- Tony Awards 1999[1]
  - Tony Award de la meilleure pièce
  - Tony Award du meilleur acteur dans une pièce pour Frank Wood